# Gimnasia en los Juegos Olímpicos de Londres 2012 – Gimnasia rítmica concurso completo por conjuntos
El evento de concurso completo por conjuntos de gimnasia rítmica en los Juegos Olímpicos de Londres 2012 tuvo lugar entre el 9 al 12 de agosto en el Wembley Arena.

## Horario
La hora está en Tiempo británico (UTC+1)
| Fecha                         | Tiempo | Ronda      |
| ----------------------------- | ------ | ---------- |
| Jueves, 9 de agosto de 2012   | 12:00  | Rotación 1 |
| Viernes, 10 de agosto de 2012 | 12:00  | Rotación 2 |
| Domingo, 12 de agosto de 2012 | 13:30  | Finales    |

## Resultados

### Final
| Position          | Gymnast | 5 Balls | 5 Balls | 3 Ribbons, 2 Hoops | 3 Ribbons, 2 Hoops | Total  |
| Position          | Gymnast | Score   | Penalty | Score              | Penalty            | Total  |
| ----------------- | --- | ------- | ------- | ------------------ | ------------------ | ------ |
| Medalla de oro    | Rusia (RUS) · Anastasia Bliznyuk · Uliana Donskova · Ksenia Dudkina · Alina Makarenko · Anastasia Nazarenko · Karolina Sevastyanova            | 28.700  |         | 28.300             |                    | 57.000 |
| Medalla de plata  | Bielorrusia (BLR) · Maryna Hancharova · Anastasiya Ivankova · Nataliya Leshchyk · Aliaksandra Narkevich · Kseniya Sankovich · Alina Tumilovich | 27.825  |         | 27.675             |                    | 55.500 |
| Medalla de bronce | Italia (ITA) · Elisa Blanchi · Romina Laurito · Marta Pagnini · Elisa Santoni · Anzhelika Savrayuk · Andreea Stefanescu                        | 28.125  |         | 27.325             | 0.20               | 55.450 |
| 4                 | España (ESP) · Loreto Achaerandio · Sandra Aguilar · Elena López · Lourdes Mohedano · Alejandra Quereda · Lidia Redondo                        | 27.400  |         | 27.550             |                    | 54.950 |
| 5                 | Ucrania (UKR) · Olena Dmytrash · Yevgeniya Gomon · Valeriia Gudym · Viktoriia Lenyshyn · Viktoriia Mazur · Svitlana Prokopova                  | 27.200  |         | 27.175             |                    | 54.375 |
| 6                 | Bulgaria (BUL) · Reneta Kamberova · Mihaela Marvska · Tsvetelina Naydenova · Elena Todorova · Hristiana Todorova · Katrin Vekova               | 27.950  |         | 26.425             |                    | 54.375 |
| 7                 | Japón (JPN) · Natsuki Fukase · Airi Hatakeyama · Rie Matsubara · Rina Miura · Nina Saeedyokota · Kotono Tanaka                                 | 27.000  |         | 27.100             |                    | 54.100 |
| 8                 | Israel (ISR) · Moran Buzovski · Viktoriya Koshel · Noa Palatchy · Marina Shults · Polina Zakaluzny · Eliora Zholkovski                         | 26.725  |         | 26.675             |                    | 53.400 |